# IMDb
Die IMDb (Akronym für Internet Movie Database, englisch für Internet-Filmdatenbank) ist eine Online-Datenbank zu Filmen, Fernsehserien, Videoproduktionen und Computerspielen sowie über Personen, die daran mitgewirkt haben. Im Dezember 2023 gab es zu über 17,8 Millionen Titeln Einträge. Diese verteilen sich unter anderem auf Einträge zu über 667.000 verschiedenen Spielfilmproduktionen, über 285.000 Videofilmen, über 143.000 TV-Filmen, über 254.000 TV-Serien, fast 8 Millionen Serienepisoden und mehr als knapp 7,2 Millionen Einträge zu Podcast-Episoden. Zudem sind über 13,1 Millionen Film- und Fernsehschaffende aufgeführt. Betrieben wird die Datenbank seit 1998 von Amazon.
Die Nutzung der Grundversion ist kostenlos, gegen Bezahlung bietet IMDbPro ein zusätzliches Informationsangebot (darunter aktuelle Statistiken zu Einspielerlösen, Zugriffsstatistiken und Agenten-Kontakte).

## Inhalt
In der Filmdatenbank werden Daten von Kino-, Video- und Fernsehfilmen, Fernsehserien sowie Musikvideos, Computerspielen und Podcasts gesammelt, die seit Beginn der Kinematographie produziert wurden. Ein Großteil der Kinofilme der westlichen Welt ist schon in der Datenbank repräsentiert, wohingegen vor allem bei Fernsehproduktionen Lücken bestehen. Anders als bei ähnlichen Projekten werden auch pornografische Produktionen archiviert. Informationen und Profile zu Filmen oder Filmschaffenden können von den Benutzern (nach vorheriger Registrierung) angelegt werden. Diese werden von der Redaktion gegengeprüft und in der Regel nach kurzer Zeit veröffentlicht, wobei neue Informationen meist deutlich schneller verarbeitet werden, als die Veränderung schon bestehender Datensätze.
Es kann sowohl nach Filmen als auch nach Personen, Filmrollen, Zitaten, innerhalb von Biografien sowie (über verschiedene erweiterte Suchen) nach vielen weiteren Angaben gesucht werden. Der Umfang der angebotenen Informationen ist abhängig vom Bekanntheitsgrad der Filme und Personen oder davon, wie viel Material durch interessierte Personen an IMDb übermittelt wurde. Da Filme und Stars aus Hollywood weltweit am bekanntesten sind, gibt es hierzu meist auch besonders viele Informationen. Synchronsprecher werden nur für englische Versionen von Produktionen oder anderssprachige Co-Produzenten eines Werkes aufgenommen.
Besucher können zu Filmen Bewertungen abgeben, die dann nach einem auf der Bayesschen Wahrscheinlichkeitsverteilung beruhenden System ausgewertet werden. Zum einen wird ab sieben (seit etwa Herbst 2023, zuvor fünf) abgegebenen Stimmen ein Durchschnittswert zum Film berechnet, zum anderen nach einem weiteren Berechnungssystem eine Liste der 250 (in der IMDbPro-Version 500) besten und 100 schlechtesten Filme erstellt. Seit Juli 2006 kann man nicht mehr nur Filme, sondern auch Fernsehserien und einzelne Episoden bewerten. Mittlerweile kann jede Produktionsform im System einzeln bewertet werden.
Früher wurde die Website unter der Adresse german.imdb.com mit einer deutschsprachigen Navigation angeboten, die auch deutsche Filmtitel berücksichtigte. Ab November 2008 gab es die deutsche, erheblich abgespeckte Version imdb.de, und Sprachversionen auf Französisch und Italienisch; später kamen Versionen auf Polnisch, Portugiesisch, Rumänisch, Spanisch, Türkisch und Ungarisch hinzu. Die nicht-englischsprachigen Datensätze enthielten im Regelfall nur wenige Basisangaben für jeden Film und blendeten nur auf Englisch vorliegende Zusatzangaben wie inhaltliche Zusammenfassungen, Filmfehler, Auszeichnungen, Links zu Trailern und weitere Menüpunkte aus. Im Februar 2013 wurden die nicht-englischsprachigen Versionen der Seite abgeschafft. Als Grund dafür wurde angegeben, dass man jedem Benutzer die große Informations- und Funktionsvielfalt, die die englischsprachige Seite bietet, zur Verfügung stellen wolle. Eine internationale Version liefert zu jedem Film die Verleihtitel in allen erfassten Sprachen.
2007 wurden in der IMDb zwei größere Neuerungen eingeführt. In einer FAQ genannten Sektion können Detailfragen erörtert werden. Diese werden ähnlich einem Wiki ohne redaktionelle Überprüfung in Echtzeit dargeboten und ergänzen das schon angebotene Programm an Diskussionsforen. Des Weiteren konnten Charakterseiten angelegt werden. Hier konnte man auf einer den biografischen Artikeln nachempfundenen Seite die Filmdaten von realen Figuren (beispielsweise Gaius Iulius Caesar) oder fiktiven Figuren (beispielsweise James Bond) sammeln und Biografien verfassen sowie Zitate und Trivia angeben. Diese Funktion wurde nach einigen Jahren wieder eingestellt.

## Geschichte
Der Ursprung der IMDb liegt in der Newsgroup rec.arts.movies, einer Diskussionsplattform für Filmbegeisterte. Weit vor 1990 begannen einige Teilnehmer damit, Listen über Schauspieler, Regisseure und anderes zu führen und regelmäßig über rec.arts.movies zu veröffentlichen. Im Oktober 1990 fanden sich in diesen von Hand geführten Listen über 23.000 Einträge, die Col Needham mit Hilfe einiger Programme zusammenführte und durchsuchbar machte – das Ergebnis war die Internet Movie Database: Episode I – The Text-Only Unix Version. Das System war mit dem heutigen kaum vergleichbar. Damals musste noch jeder Benutzer die gesamte Datenbank auf seinen eigenen Rechner kopieren, um sie benutzen zu können.
1994 wurde die Datenbank per E-Mail zugänglich. Kurz darauf nahm die erste Web-Version Gestalt an.
Die steigende Anzahl von Benutzern und Daten machte es 1996 erforderlich, dass das private Projekt IMDb unter heftigen Debatten pro/contra Kommerzialisierung in ein Unternehmen umgewandelt wurde. Eigentümer des Unternehmens waren diejenigen, die auch bislang die Listen geführt hatten. Die Arbeit an der IMDb und für die Internet Movie Database, Ltd. erledigten sie meist neben Schule, Studium und Beruf.
Bis 1998 hatte sich die Größe der IMDb gegenüber 1996 nochmals verdoppelt, und der Ressourcenbedarf drohte die Möglichkeiten ihrer nebenberuflich und praktisch unentgeltlich arbeitenden Eigentümer zu übersteigen. Wegen der Befürchtung, dass das Projekt in seine Bestandteile zerlegt werden würde, wurden zunächst mehrere Kaufangebote ausgeschlagen. 1998 ging die IMDb dann an das Internet-Versandhaus Amazon.
Jeff Bezos – Gründer, Besitzer und CEO von Amazon.com – kaufte die IMDb von Col Needham und anderen wesentlichen Mitarbeitern der Datenbank, um es als eine Submarke in Amazon einzugliedern. Dieses Geschäft gab der IMDb die Möglichkeit, den Mitarbeitern an der Datenbank ein Gehalt zu zahlen, während Amazon die Datenbank als Werbeplattform für den Verkauf von DVDs und Videokassetten nutzte.
Seit dem 15. Januar 2002 gibt es das Abonnement IMDbPro, das zusätzliche Informationen zu Filmproduktionen, Einspielergebnisse und ein Unternehmensverzeichnis bietet. Manche Informationen sind ohne Abonnement nicht mehr in der IMDb verfügbar, beispielsweise der Eintrag des Computeranimations-Studios Pixar.
Ab 2003 erhielten Nutzer, die unter den „Top 100 Beitragenden“ von Fakten waren, für das folgende Kalenderjahr Gratiszugang zu IMDbPro. 2006 wurde dieser auf die Top 150 Mitwirkenden und 2010 auf die Top 250 erweitert.
Seit Anfang 2004 ist die IMDb nicht mehr per E-Mail erweiterbar, sondern nur noch von registrierten Nutzern über die Website zu bearbeiten.
2008 startete IMDb mit IMDb.de ihre erste offizielle fremdsprachige Version. Im selben Jahr erwarb die Filmdatenbank die beiden Unternehmen Withoutabox und Box Office Mojo.
Die Wurzeln der IMDb sind auch heute noch erkennbar. Die Datenbank lebt zu großen Teilen nach wie vor von der Mitwirkung der Online-Community und gibt den Großteil ihrer Bestände nach wie vor kostenfrei an die Community zurück, nicht nur über die Portalseite, sondern den größten Teil auch in Form von Rohdaten.
2016 erließ der Staat Kalifornien ein erkennbar auf die IMDb zugeschnittenes Gesetz, wonach Websites Altersangaben über natürliche Personen nicht mehr nennen dürften, wenn die Person in der Unterhaltungsbranche arbeite. Damit sollte der Altersdiskriminierung in Hollywood begegnet werden. Die IMDb erhob deswegen gegen die damalige kalifornische Justizministerin Kamala Harris Klage. Am 22. Februar 2017 entschied ein Gericht, dass das Gesetz gegen die Redefreiheit verstoße. Die Regierung Kaliforniens habe zudem nicht nachgewiesen, dass das Gesetz zur Bekämpfung der Altersdiskriminierung geeignet sei. Daher durfte das Gesetz bis zur endgültigen Entscheidung nicht vollstreckt werden. Das US-Bundesbezirksgericht für Nordkalifornien entschied 2018, dass das Gesetz verfassungswidrig sei.
Der Betrieb der Diskussionsforen wurde von IMDb am 20. Februar 2017 eingestellt. Als Grund wurde angegeben, dass die Foren keine positive bzw. nützliche Erfahrung („positive, useful experience“) für die große Mehrheit der monatlich über 250 Millionen Nutzer darstellten.

## Bewertungen in der IMDb
| Zeitraum  | Stimmenanzahl |
| --------- | ------------- |
| 1996–1998 | 00.200        |
| 1998–2000 | 00.400        |
| 2000–2001 | 00.750        |
| 2001–2005 | 01.250        |
| 2005–2009 | 01.300        |
| 2009–2009 | 01.500        |
| 2009–2012 | 03.000        |
| seit 2012 | 25.000        |

Registrierte Nutzer können mit ein bis zehn Punkten alle Filme bewerten. Sind mindestens fünf Bewertungen zusammengekommen, wird ein Durchschnittswert veröffentlicht. Haben noch viel mehr Personen eine Bewertung abgegeben, kann der Film bei genügend hoher – oder tiefer – Punktzahl in der Rangliste der 250 besten (mit einem Minimum von 25.000 Stimmen) oder 100 schlechtesten (mit einem Minimum von 10.000 Stimmen) Filme erscheinen. Diese Listen gibt es global für alle Filme und für Filmgenres (unter anderem Dokumentationen, Kriegsfilme, Dramen, Komödien, Fantasy und Horror). In den Listen für spezielle Filmgenres sind jeweils die fünfzig besten und zehn schlechtesten Filme des entsprechenden Genres aufgelistet. Ebenso kann man auf den personenbezogenen Artikeln unter „sorted by rating“ sehen, wie gut die Filme eines Regisseurs oder eines Schauspielers untereinander abschneiden.
Welche Filme in die Top 250 kommen, entscheidet sich nach folgendem Verfahren: Als erstes werden alle Filme aussortiert, die weniger als die (willkürlich) festgelegte Mindeststimmanzahl (siehe Tabelle) haben. Des Weiteren werden Kurzfilme, Episoden von Serien oder andere nicht zugelassene Genres aussortiert. So sind zum Beispiel auch keine Dokumentationen in den Top 250 zugelassen. Jedem der noch übrigen Filme wird nun eine Wertungszahl gegeben. Diese berechnet sich aus den abgegebenen Bewertungen der Benutzer, ist aber nicht der reine Durchschnitt. Durch ein besonderes Verfahren sollen abgegebene Bewertungen „regelmäßiger Bewerter“ (regular voters) besser zur Geltung kommen. Das genaue Verfahren wird von der IMDb aber geheim gehalten, um eventuellen Manipulationen vorzubeugen. Daher kann sich die hier errechnete Wertungszahl von der auf der IMDb-Seite des entsprechenden Filmes angezeigten Durchschnittsbewertung unterscheiden. Nach der errechneten Wertungszahl werden die Filme nun absteigend sortiert. Die ersten 250 Filme dieser Sortierung ergeben die Top 250. Die IMDb gibt zwar nicht das Verfahren für die Berechnung der Wertungszahl an, für die Filme der Top 250 gibt sie jedoch das Ergebnis, die Wertungszahl selbst, an. Ist ein Film außerhalb der Top 250, so wird die Wertungszahl jedoch verheimlicht. Folglich ist es schwer einzuschätzen, wie weit ein bestimmter Film von einer tatsächlichen Aufnahme in die Top 250 entfernt ist. In der Regel unterscheiden sich Durchschnittsbewertung und Wertungszahl jedoch um deutlich weniger als einen Bewertungspunkt. Die Filme haben am unteren Ende der Top 250 eine Wertungszahl von 8,0 und eine Durchschnittsbewertung von 8,0 bis 8,2. Ordnet man die für die Top 250 zugelassenen Filme nach der Durchschnittsbewertung und betrachtet in dieser Sortierung die ersten 250 Filme, so stellt man fest, dass die Filme dieser Liste zu 90 % mit den Filmen der Top 250 übereinstimmen (Stand: 2. Oktober 2014). Die fehlenden 25 Filme (10 %) findet man auf den Plätzen 251 bis 308 wieder. Der beste Film nach Durchschnittsbewertung, der sich nicht in den Top 250 befindet, steht in der eben beschriebenen Liste auf Platz 80, heißt Chak De! India – Ein unschlagbares Team und hat eine Durchschnittsbewertung von 8,4 bei über 28.000 Stimmen. Seine Wertungszahl ist zwar nicht bekannt, kann aber, weil der Film nicht in den Top 250 auftaucht, bestenfalls 8,0 sein. Durch die reine Beschränkung auf Filme mit mehr als 25.000 Bewertungen sind nichtenglischsprachige Filme und ältere Filme, die beide normalerweise weniger Bewertungen haben, vergleichsweise sehr viel seltener in der Liste vertreten.
In der Bezahlvariante der Website, IMDbPro, werden die Top 500 angezeigt.
Im Sommer 2022 führte die IMDb – die zum Amazon-Konzern gehört – laut Insiderinformationen die Überprüfung und Löschung oder Nichtveröffentlichung von allzu negativen Bewertungen zu allen Filmen und Serien der Amazon Studios ein. Bei der im September 2022 gestarteten Serie Der Herr der Ringe: Die Ringe der Macht fiel diese Praktik erstmals der Öffentlichkeit auf. So wurde die Veröffentlichung von Kritiken mit einer Punktzahl schlechter als 6 nicht freigegeben. Angeblich soll durch die Zensur der Bewertungen einem Review Bombing begegnet werden.

## Amazon Freevee
Amazon Freevee (ehemals IMDb TV) war ein werbefinanzierter Video-on-Demand-Streamingdienst unter anderem auch bekannt als Advertising Video-on-Demand (AVoD, deutsch werbefinanziertes Video auf Anforderung), der zu Amazon gehörte. Der Dienst startete in den USA seit Januar 2019 und im Vereinigten Königreich seit September 2021. Im August 2022 startete der Dienst auch in Deutschland.
Mitte November 2024 kündigte Amazon an, das Angebot von Freevee in Prime Video zu integrieren. Unter dem Label „Watch for Free“ sind die Inhalte weiterhin kostenlos mit Werbung und ohne vorherige Anmeldung verfügbar.

## Ähnliche Projekte
Nach dem Vorbild der IMDb sind weitere Projekte entstanden. Seit 2004 existiert die Internet Movie Cars Database (IMCDb), in der anhand von Standbildern in Filmen gezeigte Kraftfahrzeuge aufgelistet und auf Eigenschaften wie Marke, Modell und Modelljahr hin identifiziert werden. Anders als die IMDb umfasst die IMCDb aber keine Computerspiele – hierfür wurde 2006 der Fork Internet Game Cars Database (IGCD) eingerichtet. Die 2007 ins Leben gerufene Internet Movie Firearms Database (IMFDb) listet die in Filmen und Videospielen verwendeten Schusswaffen auf, ist aber anders als die IMCDb als Wiki aufgebaut. Darüber hinaus gibt es seit 2009 die Internet Movie Plane Database (IMPDb) als Wiki über verwendete Flugzeuge und Hubschrauber. Eine Auswahl von Filmskripten listet die Internet Movie Script Database (IMSDb) auf. Für Pornofilme und deren Darsteller ist die Internet Adult Film Database entstanden. Für Spiele gibt es die Internet Game Database. Auch spezifische Filmgenres setzen auf das Vorbild auf, so zum Beispiel die Spaghetti Western Database (SWDb) für den Italo- beziehungsweise Eurowestern.

## Statistik
Laut Alexa rangiert die Website imdb.com auf Platz 62 (Stand: Mai 2020) der beliebtesten Websites im Internet.